# Кабулистан
Кабулистан (перс. کابلستان‎) — исторический термин, относящийся к восточным территориям Великого (или Большого) Хорасана, который располагался вокруг современного Кабула, Афганистан. 
Иногда упоминается как Кабул во многих старых английских и французских книгах. Слово Кабулистан (Кобулситон) встречается в поэме Алишера Навои Стена Искандара, по соседству с Хорасаном и Забулистаном.
Описывая страну Кабул в своих записках, Бабур пишет:

В Кабульской области живут различные племена. В долинах и равнинах живут аймаки, тюрки и арабы; в городе и некоторых деревнях живут сарты, в других деревнях и областях обитают [племена] Пашаи, Параджи, Таджики, Бирки и Афгани. В горах Газни живут племена Хазара и Никудери; среди хазарейцев и никудерийцев некоторые говорят на могольском языке.
На пике своего развития Кабулистан включал в себя Кундуз, Бадахшан, Газни, Кандагар и территории к востоку, несколько восточнее реки Инд в Пакистане.
В некоторых европейских книгах, которые были написаны в XVIII—XX веках, большая часть современного Афганистана была известна как Кабул (Caboul); под тем же названием было известно местное царство. Название «Афганистан» было связано с землями к югу от Кабулистана (Северо-западный Пакистан, известный как Пуштунистан, включая части Белуджистана).
В некоторые периоды в Кабулистане были свои собственные независимые царства:
- Кабул-шахи правили областью между 565 и 879 годами н. э., как столицы использовались Кабул и Капис[англ.]. Кабул-шахи возвели оборонительные стены вокруг Кабула, чтобы защитить его от армии мусульманских Саффаридов. Остатки этих стен всё ещё видны на горах, которые расположены в черте современного города.
- В IX веке н. э. кабул-шахи были изгнаны из Кабула Якубом ибн Лейсом, основателем династии Саффаридов.

В 1858—1911 годах это название носило государство на территории современного Афганистана.
В романе Жюль Верна «Робур-Завоеватель» (1886) Афганистан назван Кабулистаном.